# Eastside
Eastside è un singolo del produttore musicale statunitense Benny Blanco, della cantante statunitense Halsey e del cantante statunitense Khalid, pubblicato il 12 luglio 2018 come primo estratto dal primo album in studio di Benny Blanco Friends Keep Secrets.

## Video musicale
Il video musicale è stato reso disponibile il 12 luglio 2020, in concomitanza con l'uscita del brano.

## Tracce
Testi e musiche di Ashley Frangipane, Benny Blanco, Ed Sheeran, Khalid Robinson e Nathan Perez.
1. Eastside – 2:53

## Formazione
Musicisti
- Halsey – voce
- Khalid – voce
- Benny Blanco – tastiera, programmazione
- Cashmere Cat – tastiera, programmazione
- Andrew Watt – chitarra, programmazione
- Happy Perez – chitarra
- Louis Bell – editing vocale

Produzione
- Benny Blanco – produzione, registrazione
- Andrew Watt – produzione
- Cashmere Cat – produzione
- Șerban Ghenea – missaggio
- John Hanes – assistenza al missaggio
- Chris Sclafani – registrazione
- Dave Schwerkolt – registrazione
- Denis Kosiak – registrazione

## Successo commerciale
Eastside ha raggiunto la 9ª posizione della Billboard Hot 100, diventando la prima top ten di Benny Blanco come artista (e la sua ventisettesima come autore), la quarta di Halsey e la terza di Khalid.
Nel Regno Unito la canzone ha raggiunto la vetta della Official Singles Chart nella sua settima settimana di permanenza grazie a 55.000 unità vendute, di cui 5,8 milioni di riproduzioni streaming. In meno di un anno è stata certificata doppio disco di platino con oltre 1.200.000 unità di vendita totalizzate a livello nazionale.

## Classifiche

### Classifiche settimanali
| Classifica (2018-19) | Posizione massima |
| -------------------- | ----------------- |
| Australia            | 2                 |
| Austria              | 12                |
| Belgio (Fiandre)     | 28                |
| Belgio (Vallonia)    | 30                |
| Canada               | 6                 |
| Croazia              | 26                |
| Danimarca            | 2                 |
| Estonia              | 7                 |
| Francia              | 97                |
| Germania             | 18                |
| Grecia               | 10                |
| Irlanda              | 1                 |
| Italia               | 59                |
| Lettonia             | 7                 |
| Libano               | 1                 |
| Lituania             | 6                 |
| Malaysia             | 4                 |
| Norvegia             | 3                 |
| Nuova Zelanda        | 1                 |
| Paesi Bassi          | 22                |
| Portogallo           | 7                 |
| Repubblica Ceca      | 9                 |
| Regno Unito          | 1                 |
| Romania              | 69                |
| Singapore            | 1                 |
| Slovacchia           | 8                 |
| Slovenia             | 22                |
| Spagna               | 62                |
| Stati Uniti          | 9                 |
| Svezia               | 7                 |
| Svizzera             | 22                |
| Ungheria             | 9                 |

### Classifiche di fine anno
| Classifica (2018) | Posizione |
| ----------------- | --------- |
| Australia         | 10        |
| Austria           | 32        |
| Belgio (Fiandre)  | 93        |
| Canada            | 60        |
| Danimarca         | 19        |
| Estonia           | 31        |
| Germania          | 57        |
| Irlanda           | 13        |
| Nuova Zelanda     | 13        |
| Paesi Bassi       | 54        |
| Regno Unito       | 19        |
| Stati Uniti       | 77        |
| Svezia            | 56        |
| Svizzera          | 69        |
| Ungheria          | 38        |
| Classifica (2019) | Posizione |
| Australia         | 12        |
| Canada            | 17        |
| Danimarca         | 53        |
| Irlanda           | 37        |
| Lettonia          | 38        |
| Nuova Zelanda     | 14        |
| Portogallo        | 73        |
| Regno Unito       | 42        |
| Stati Uniti       | 17        |
| Classifica (2020) | Posizione |
| Australia         | 77        |

### Classifiche di fine decennio
| Classifica (2010-19) | Posizione |
| -------------------- | --------- |
| Australia            | 58        |